# فيلهلم شتومبف
كان فيلهلم لودفيج فرديناند شتومبف (* 30 مارس 1873 في فايمار ؛ - 27 أغسطس 1926 في أوبرشتاوفن ) رسامًا توضيحيًا ألمانيًا ورسامًا للمناظر الطبيعية والبورتريه

## حياته
كان ابن التاجر جوستاف شتومبف (1842-1914) وزوجته لويزه، المولودة بإسم كوميتي (1848-1914)، التحق بالمدرسة الثانوية الملكية في لايبزيغ بين عامي 1884 و 1889.  تلقى تدريبه كرسام للمناظر الطبيعية والبورتريهات في أكاديميات الفنون في لايبزيغ وميونيخ . في ميونيخ كان تلميذًا لغابرييل فون هاكل ، كارل راوب ، باول هوكر ، وهاينريش فون تسوغل منذ عام 1896. وكان أسلوبه في الرسم متأثرًا إلى حد كبير بالانطباعية . من عام 1898 إلى عام 1899 التحق بأكاديمية بورغهاوزن للفنون الجميلة مع بول كلي .
منذ عام 1904 كان متزوجًا من الرسامة غيرترود سالغه (1877-1949) من ماغديبورغ . عاش معها أولاً في دورفن قرب فولفراتسهاوزن ومن 1908 إلى 1910 في ريغنشتاوف .
من 1900 حتى 1922، كان يشارك بانتظام بلوحاته في معارض قصر الزجاج في ميونيخ . في عام 1903، شارك في المعرض الكبير للفنون في دريسدن ، وفي عامي 1904 و1906 شارك في معارض جمعية الفنون في بريمن . في عام 1922 حصل على الميدالية الفضية عن تصميم زخرفي في معرض لايبزيغ للفنون. إلى جانب لوحات المناظر الطبيعية والطبيعة الصامتة والبورتريهات قام أيضًا بأعمال نقش على الخشب وتنميش بالإضافة إلى العديد من الرسوم التوضيحية للكتب.
خلال الحرب العالمية الأولى عمل كمراسل حربي ورسام أثناء الحملة الفرنسية في فوج . لم تؤثر التجارب التي خاضها الفنان الحساس في الجبهة عليه جسديًا فقط، بل تسببت أيضًا في أضرار نفسية. بعد الحرب، انتقل شتومبف وزوجته إلى منطقة ألغاو ، التي كان يحبها بشكل خاص بسبب مناظرها الطبيعية، أولاً لفترة وجيزة إلى بفرونتن-بيرج ثم في 27 يوليو 1919، إلى أوبرشتاوفن، حيث عاش في القصر القديم (اليوم: عيادة شلوسبيرج) وكان يأمل في استعادة قواه. في فترة التضخم الاقتصادي ، التي فقد فيها شتومبف ثروته وكان الطلب عليه ضئيلاً كفنان، دخل في أزمة وجودية عميقة، وهو السبب الذي دفعه في النهاية إلى الانتحار بفعل من اليأس.
دُفن في المقبرة الجديدة في فايمار حيث وجد مثواه الأخير.
اليوم، يتم تداول أعمال فيلهلم شتومبف دوليًا في مزادات فنية . من بين الرسامين الذين عاشوا في ألغاو، يُعدّ فيلهلم شتومبف، وإن كان أقل شهرة، واحدًا من أكثرهم إثارة للاهتمام. فجودة لوحاته الواثقة، واختياره المتقن للألوان، وتركيباته المتوازنة في اللوحات ، كلها عوامل تُقنع باستمرار.
من 20 سبتمبر إلى 4 أكتوبر 2009، نظمت دائرة الفنانين في أوبرشتاوفن معرضًا تذكاريًا في فاربرهاوس، حيث عرضت 30 من أعمال الفنان. علاوة على ذلك، تم نشر كتالوج مصاحب، والذي يكرم لأول مرة حياة وعمل فيلهلم شتومبف بشكل شامل.

## العضويات
- جمعية فنانين ليبزيغ
- مجموعة لويتبولد ، ميونيخ

## المعارض
- 1981: معرض فيلهلم شتومبف التذكاري في أوبرشتاوفن، نظمه معرض ريميس. باد ناوهايم
- 1990: فعالية الذكرى السنوية في قاعة الفن والمؤتمرات في جيسن وفي معرض ريميس ، باد ناوهايم، من أغسطس إلى سبتمبر 1990
- 2009: فيلهلم شتومبف 1873-1926، معرض تذكاري كجزء من معرض دائرة الفنانين في أوبرستوفن، فيربرهاوس أوبرستوفن، من 19 سبتمبر إلى 4 أكتوبر 2009

## الأعمال (مختارة)

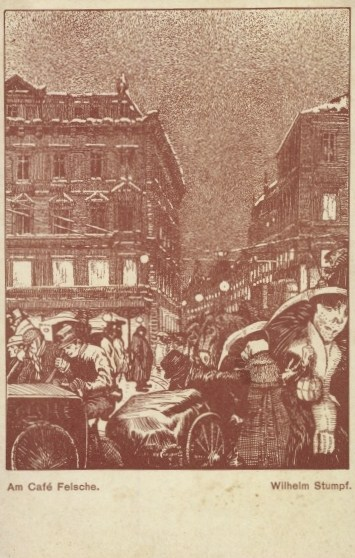
في مقهى فيلشي ، 1903
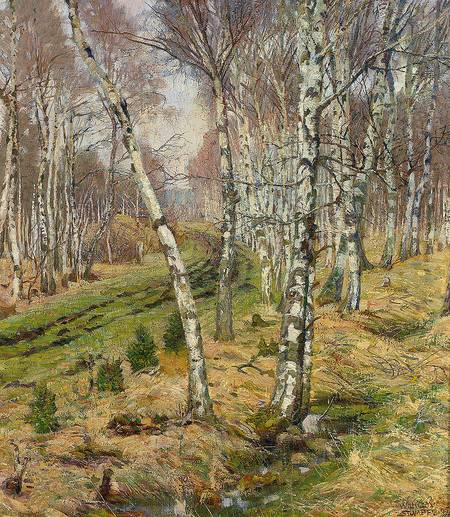
أشجار البتولا في الخريف ، 1905
Maientag Oberstaufen, 1922 عيد العمال في أوبرشتاوفن ، 1922
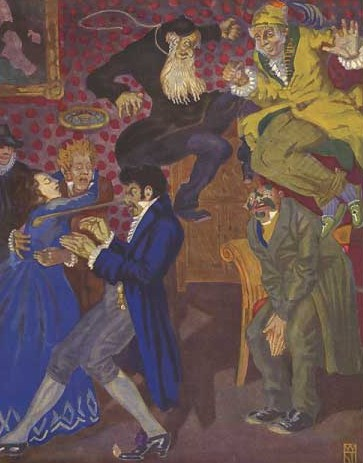
رسم توضيحي لـ ETA Hoffmann : اختيار العروس ، 1920

لوحات

- 1892: ساحل صخري مع أمواج. ألوان مائية وطباشير على كرتون، 40.5 × 51 سم
- 1896: شارع القرية القديمة. زيت على كرتون، 70 × 46.5 سم
- 1898: المناظر الطبيعية الجبلية
- 1898: بورغهاوزن
- 1899: عواصف الخريف فوق بورغهاوزن. زيت على قماش، 180 × 120 سم
- 1905: أشجار البتولا في الخريف. زيت على قماش، 71 × 65 سم
- 1907: منظر طبيعي للسهول الفيضية. زيت على قماش، 80 × 90.5 سم
- 1908: طبيعة ثابتة مع الطيور. زيت على قماش، 80 × 90 سم
- 1911: الفناء في الشتاء. زيت على قماش، 51 × 65 سم
- 1912: منظر البحيرة في الشتاء. زيت على قماش، 50 × 50 سم
- 1922: يوم الشتاء في آلغوي
- 1924: حظيرة القش في المناظر الطبيعية الشتوية في آلغوي
- طبيعة ساكنة. زيت على قماش، 110 × 100 سم
- منظر جبلي مع سحب وردية. زيت على قماش
- توجد باقة من أزهار المرج على مقعد خشبي. زيت على قماش، 80.5 × 60.5 سم
- أوائل الربيع في الجبال. زيت على قماش، 78 × 88 سم
- نهاية الشتاء في كيتزبوهيل. زيت على قماش، 63.5 × 74.5 سم
- هوشجرات. زيت على خشب، 55 × 71 سم
- ناجيلفلوهكيت
- سفوح جبال الألب في ألغوي
- راعيان للأبقار في شتاوفن
- المسار في أوبرشتاوفن
- مرج الغابة. (قاعة بلدية أوبرشتاوفن)
- منظر طبيعي شتوي. (قاعة بلدية أوبرشتاوفن)
- زهرة لا تزال الحياة. (عيادة شلوسبيرج اوبرستوفن)

الرسومات

- 1893: المناظر الطبيعية الأركادية. رسم مائي على ورق مقوى، 31 × 36 سم
- 1900: صورة الأم. قلم رصاص، طباشير، فحم على كرتون، 17.5 × 14.5 سم
- 1900: صورة الأب. قلم رصاص، طباشير، فحم على كرتون، 17.5 × 14.5 سم
- 1902: صورة للأخ الدكتور ميد. فرانز ستومبف. طباشير على كرتون، 26 × 34 سم
- التينكر. رسم بالقلم على الورق المقوى، 32 × 40.5 سم

الرسوم التوضيحية

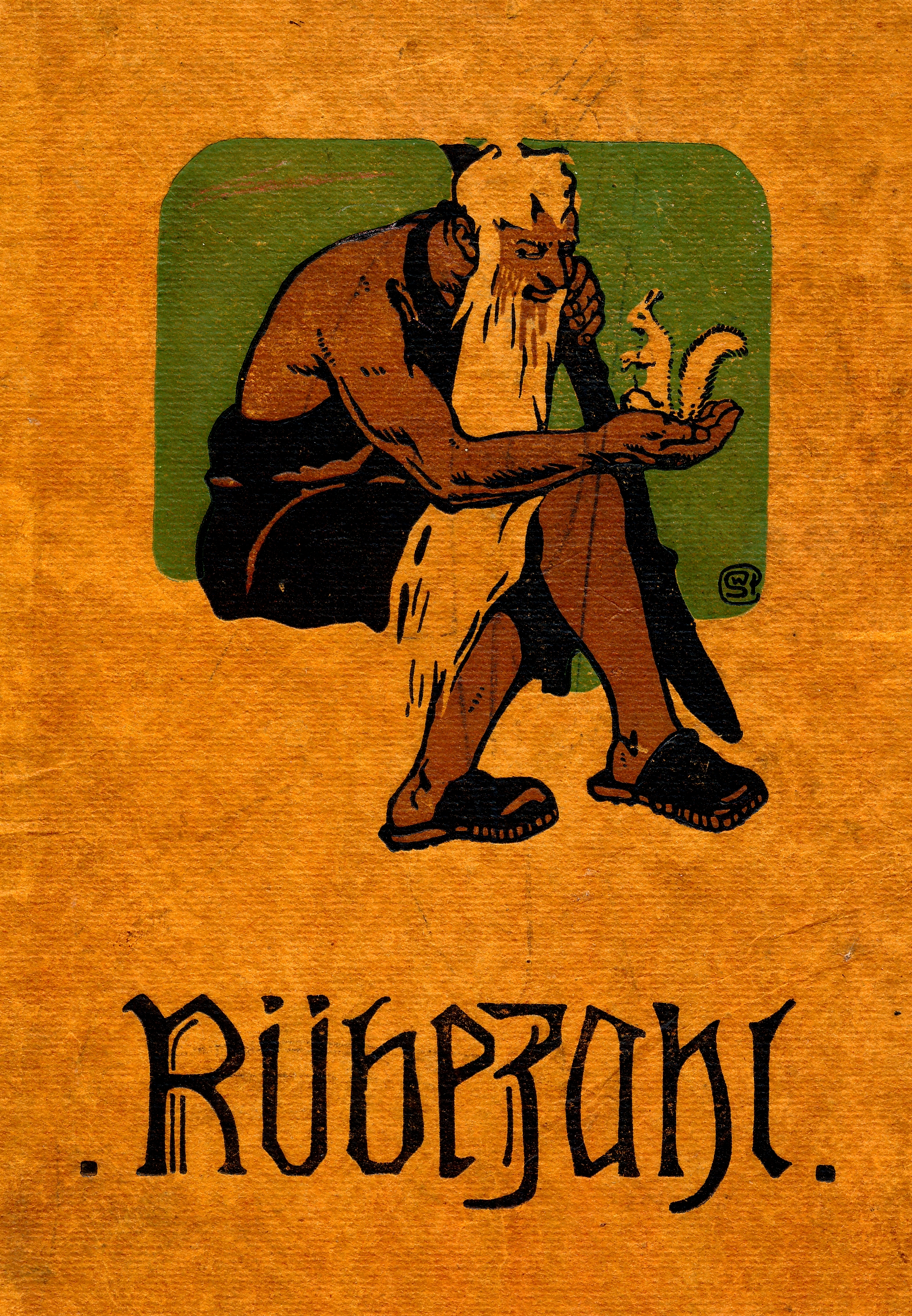
غلاف كتاب كارل أوغست موساوس : حكايات روبيزال الخيالية ، مع صور لويلهلم شتومبف، نورمبرج 1914

- جوتفريد أوغست بورغر: رحلات ومغامرات مونشهاوزن الرائعة. الرسوم التوضيحية بواسطة فيلهلم ستامبف. فيشر وفرانكي، برلين 1902 (نافورة الشباب، 33).
- رودولف إيريش راسبي: رواية البارون مونشهاوزن عن رحلاته وحملاته الرائعة في روسيا. الرسوم التوضيحية بواسطة فيلهلم ستامبف. فيشر وفرانكي، برلين 1902 (ينبوع الشباب، 37).
- ماكس جيسلر: كتاب السيدة هولي. مع رسوم توضيحية للنصوص بواسطة فرانز ستاسن وأربعة مطبوعات حجرية أصلية بواسطة فيلهلم شتومبف. فيشر وفرانكي، دوسلدورف 1903.
- يوليوس ر. هارهاوس: جولات لايبزيغ. الصور والرسومات. مع 12 صورة مصغرة بواسطة فرانز بيندر وصورة واحدة مطبوعة بواسطة فيلهلم ستامبف. بقلم شالشا إيرينفيلد، لايبزيغ 1903.
- إيكهارد. عشر رسومات لفيكتور ضد شيفيل إيكيهارد. فيشر وفرانكي، لايبزيغ 1903 (تيوردانك. رحلات وأحلام الرسامين الألمان، 29).
- من المدينة الكبيرة. كتاب مصور لأطفال المدارس الصغار. نُشرت بواسطة جمعية المعلمين في لايبزيغ ، كلينكهارت، لايبزيغ 1908.
- أرواح الغابة. فيشر وفرانكي، برلين 1910 (تيوردانك. رحلات وأحلام الرسامين الألمان، 16).
- سفيند جروندفيج، اد. سترودتمان: حكايات شعبية عن الدنماركيين. مع رسومات فيلهلم شتومبف. هولباين، ميونيخ 1911.
- يوهان كارل أوغست موسايوس: حكاية روبيزال الخيالية. تمت مراجعته للشباب بواسطة هانز هيلر، الصور بواسطة فيلهلم ستامبف. نيستر، نورمبرج 1914 (كتب شباب نورمبرج).
- إرنست ثيودور أماديوس هوفمان: أجمل القصص. مع صور بواسطة Wilhelm Stumpf. هولباين، ميونيخ 1919.
- إرنست ثيودور أماديوس هوفمان: الروايات الموسيقية. مع صور بواسطة Wilhelm Stumpf. هولباين، ميونيخ 1920.
- إرنست ثيودور أماديوس هوفمان: مغامرات ليلة رأس السنة. مع صور بواسطة فيلهلم شتومبف، هولباين، ميونيخ 1920.
- إرنست ثيودور أماديوس هوفمان: اختيار العروس. مع صور بواسطة Wilhelm Stumpf. هولباين، ميونيخ 1920.
- إلس فرانكي: حكايات جبال الألب الخيالية. مع صور بواسطة Wilhelm Stumpf. بنيامين هارز، برلين، فيينا 1924.

## الأدب
- Stumpf, Wilhelm. In: Hans Vollmer (Hrsg.): Allgemeines Lexikon der Bildenden Künstler von der Antike bis zur Gegenwart. Begründet von Ulrich Thieme und Felix Becker. Band 32: Stephens–Theodotos. E. A. Seemann, Leipzig 1938, S. 247 (biblos.pk.edu.pl – Abweichendes Todesjahr 1928).
- Ingrid Huober, Monika Gauss, Anne Marie Mörler: Wilhelm Stumpf 1873-1926. Gedächtnisausstellung im Färberhaus Oberstaufen 2009. Herausgegeben vom Künstlerkreis Oberstaufen, Oberstaufen 2009.
- Gunther le Maire: Ein Weimarer hofft auf Heilung im Allgäu. Kunstgeschichte(n) 49: Wilhelm Stumpf. In: Allgäuer Anzeigenblatt. Oberallgäu-Kultur, Nr. 70 vom 24. März 2007. (online)
- Rosemarie Schwesinger: Das tragische Ende eines Heilung-Suchenden. In: Allgäuer-Anzeigenblatt. Oberallgäu-Kultur, Nr. 219 vom 23. September 2009. (online) نسخة محفوظة 3 مارس 2016 على موقع واي باك مشين.

## روابط الويب
- لوحة للفنان فيلهلم شتومبف
- فيلهلم شتومبف (ألماني، 1873 - 1928). على شبكة الفن
- مزادات فيلهلم شتومبف
- السنوات الأخيرة في أوبرشتاوفن. نسخة محفوظة 11 مارس 2016 على موقع واي باك مشين. (للمعرض التذكاري لعام 2009)
- الصفحة الرئيسية لدائرة فناني أوبرشتاوفن